# Aguas Corrientes
Aguas Corrientes ist eine Stadt in Uruguay.

## Geographie
Sie befindet sich im Westen des Departamento Canelones in dessen Sektor 3. Sie liegt dabei am linksseitigen Ufer des Río Santa Lucía, der dort die Grenze zum Nachbardepartamento San José bildet. Aguas Corrientes grenzt an das etwa einen Kilometer nördlich gelegene Santa Lucía. Die Departamento-Hauptstadt Canelones befindet sich rund sieben Kilometer östlich der Stadt.

## Geschichte
Den Namen erhielt die Stadt aufgrund der Tatsache, dass von hier aus die Wasserversorgung Montevideos stattfindet. Die Trinkwasseraufbereitung begann im Jahre 1870 mit der Errichtung der Anlage, die am 18. Juli 1871 den Betrieb aufnahm. Die am Projekt beteiligten Arbeiter waren auch gleichzeitig diejenigen, die sich mit ihren Familien als erste vor Ort niederließen. Die Eröffnung der ersten öffentlichen Schule Aguas Corrientes' datiert aus dem Jahr 1882. Am 26. November 1923 erfolgte die Einstufung der Ortschaft in die Kategorie „Pueblo“ durch die gesetzliche Regelung des Ley 7.651. Am 19. Oktober 1971 wurde Aguas Corrientes durch das Ley 14.037 Villa.

## Einwohner
Die Einwohnerzahl von Aguas Corrientes betrug bei der letzten Volkszählung im Jahr 2011 1.047. Davon waren 511 Einwohner männlich und 536 weiblich. Für das Jahr 2010 hatte die Intendencia de Canelones eine Einwohnerzahl von 2.180 angegeben.
| Jahr | Einwohner |
| ---- | --------- |
| 1908 | 961       |
| 1963 | 960       |
| 1975 | 1.001     |
| 1985 | 1.025     |
| 1996 | 1.046     |
| 2004 | 1.095     |
| 2010 | 2.180     |
| 2011 | 1.047     |

Quelle: Instituto Nacional de Estadística de Uruguay

## Stadtverwaltung
Bürgermeister (Alcalde) von Aguas Corrientes ist Álvaro Alfonzo (Partido Nacional).